# Наволок (Волховський район)
Наволок (рос. Наволок) — присілок у Волховському районі Ленінградської області Російської Федерації.
Населення становить 15 осіб. Належить до муніципального утворення Хваловське сільське поселення.

## Історія
Згідно із законом № 56-оз від 6 вересня 2004 року належить до муніципального утворення Хваловське сільське поселення.

## Населення
| 1838 | 1862 | 1997 | 2007 | 2010 | 2017 |
| ---- | ---- | ---- | ---- | ---- | ---- |
| 66   | ↘40  | ↘21  | ↘14  | ↗19  | ↘15  |